# Partia Pracujących Belgii
Partia Pracujących Belgii (nid. Partij van de Arbeid van België, PVDA; fr. Parti du Travail de Belgique, PTB) – belgijska lewicowa partia polityczna skupiająca zarówno Flamandów, jak i Walonów.

## Historia
Ugrupowanie zostało założone przez radykalnych studentów, początkowo jako organizacja młodzieżowa – SVB – Studenten VakBeweging. Ugrupowanie przeprowadzało antyrasistowskie wiece i zorganizowało akcje solidarnościowe ze strajkującymi górnikami w Limburgii, Afroamerykanami czy ruchami antykolonialnymi w krajach Trzeciego Świata.  Wkrótce organizacja zaczęła wydawać periodyk pod nazwą AMADA a nazwa to została przyjęta także w stosunku do organizacji. W 1979 roku odbył się pierwszy kongres organizacji na którym podjęto decyzję o zmianie nazwy na PVDA-PTB. W okresie zimnej wojny opowiadała się po stronie NATO przeciwko Związkowi Radzieckiemu. Partia Pracujących Belgii zorganizowała cykl spotkań na które zaprosiła przedstawiciela ambasady Stanów Zjednoczonych.
W wyborach samorządowych w 2006 roku w okręgu Zelzate partia odnotowała największe poparcie w historii – 21,67%. 
W wyborach w 2007 roku partia uzyskała wynik 0,88% we Flandrii i 0,81% w Walonii. W wyborach samorządowych w 2009 roku partia zdobyła 1,04% we Flandrii i 1,24% w Walonii. W wyborach do Europarlamentu w tym samym roku partia uzyskała poparcie 0,98% wśród Flamandów i 1,16% wśród Walonów. W wyborach w 2010 roku partia uzyskała 1,4% poparcia do Izby Reprezentantów i 1,4% do Senatu. W niektórych kantonach poparcie dla ugrupowania przekraczało od 4 do 9,8%. W 2014 roku po raz pierwszy wkroczyła do parlamentu zdobywając 3,72% głosów.
Jej założycielem i długoletnim przywódcą był Ludo Martens.

## Wyniki wyborcze

### Wybory do Izby Reprezentantów
- 1985: 0,76% głosów, 0 mandatów[5]
- 1987: 0,74% głosów, 0 mandatów[6]
- 1991: 0,49% głosów, 0 mandatów[7]
- 1995: 0,05% głosów, 0 mandatów[8]
- 1999: 0,5% głosów, 0 mandatów[9]
- 2003:  0,31% głosów, 0 mandatów[10]
- 2007: 0,79% głosów, 0 mandatów[11]
- 2010: 1,41% głosów, 0 mandatów[12]
- 2014: 3,72 głosów, 2 mandaty[13]
- 2019: 8,62% głosów, 12 mandatów[14]
- 2024:  9,86% głosów, 15 mandatów[15]

### Wybory do Parlamentu Flamandzkiego
- 1995: 0,58% głosów, 0 mandatów[16]
- 1999: 0,62% głosów, 0 mandatów[17]
- 2004: 0,56% głosów, 0 mandatów[18]
- 2009: 1,04% głosów, 0 mandatów[19]
- 2014: 2,53% głosów, 0 mandatów[20]
- 2019: 5,32% głosów, 4 mandaty[21]
- 2024: 8,31% głosów, 9 mandatów[22]

### Wybory do Parlamentu Walońskiego
- 1995: 0,67% głosów, 0 mandatów[23]
- 1999: 0,49% głosów, 0 mandatów[24]
- 2004: 0,62% głosów, 0 mandatów[25]
- 2009: 1,24% głosów, 0 mandatów[26]
- 2014: 5,76% głosów, 2 mandaty[27]
- 2019: 13,68% głosów, 10 mandatów[28]
- 2024: 12,10% głosów, 8 mandatów[29]

### Wybory do Parlamentu Europejskiego
- 1984: 0,53% głosów, 0 mandatów[30]
- 1989: 0,35% głosów, 0 mandatów[31]
- 1994: 0,29% głosów, 0 mandatów[32]
- 1999: 0,36% głosów, 0 mandatów[33]
- 2004: 0,68% głosów, 0 mandatów[34]
- 2009: 1,05% głosów, 1 mandat[35]
- 2014: 3,51% głosów, 0 mandatów[36]
- 2019: 8,42% głosów, 1 mandat[37]
- 2024: 10,7% głosów, 2 mandaty[38]